# Aéroport international de Cannanore
Pour les articles homonymes, voir CNN (homonymie).
L'aéroport international de Kannur/Cannanore (code IATA : CNN • code OACI : VOKN) est un aéroport international desservant le district de Cannanore, le district du nord, dans l'état du Kerala, en Inde. L'aéroport commence ses opérations le 9 décembre 2018.

## Situation
Il est situé à environ 25 km à l'est de la ville près de la municipalité de Mattannur. Il est détenu et exploité dans le cadre d'un consortium public–prive. L'aéroport dispose d'une piste de 3 050 mètres. 
| \| 300 km1:23 714 000 \| Delhi Bombay Madras Bangalore Calcutta Hyderabad Cochin Ahmedabad Goa Pune Thiruvananthapuram Calicut Lucknow Guwahati Srinagar Jaipur Bhubaneswar Coimbatore Nagpur Indore Mangalore Visakhapatnam Patna Amritsar Chandigarh Tiruchirappalli Jammu Raipur Bénarès Agartala Port Blair Vadodara Imphal Bagdogra Madurai Bhopal Ranchi Aurangabad Udaipur Leh Tirupati Rajkot Jodhpur Dehradun Dibrugarh Silchar Gaya Cannanore Vijayawada Surate Durgapur Jamnagar Belagavi Hubli-Dharwad Khajurâho Nanded Aizawl Dimapur Agra Bathinda |
| 300 km1:23 714 000 |

## Compagnies aériennes et destinations
| Compagnies        | Destinations | Refs. |
| ----------------- | --- | ----- |
| Air India         | Delhi-Indira Gandhi, Kozhikode-Calicut                                                                          | [ 1 ] |
| Air India Express | Abou Dabi, Manama-Bahreïn, Doha-Hamad, Koweït, Mascate, Riyad-roi Khaled, Charjah                               | ,     |
| GoAir             | Abou Dabi, Dammam-roi Fahd, Dubaï, Bombay-Chhatrapati-Shivaji, Mascate                                          | ,     |
| IndiGo            | Bangalore-Kempegowda, Madras (Chennai), Doha-Hamad, Goa-Dabolim, Hubli, Hyderabad-R. Gandhi, Cochin, Trivandrum | ,     |

Édité le 21/01/2020

## Statistiques
Pour des raisons techniques, il est temporairement impossible d'afficher le graphique qui aurait dû être présenté ici.

Voir la requête brute et les sources sur Wikidata.